# Mohamed Abrini

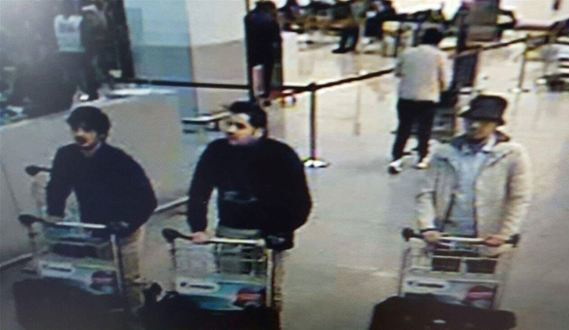
Najim Laachraoui (links), Ibrahim El Bakraoui (Mitte) und mutmaßlich Mohamed Abrini (rechts)

Mohamed Abrini (* 27. Dezember 1984 in Berchem-Sainte-Agathe/Sint-Agatha-Berchem) ist ein belgischer islamistischer Terrorist marokkanischer Abstammung, der als Mitglied der Terrororganisation Islamischer Staat an der Durchführung der Terroranschläge am 13. November 2015 in Paris und mutmaßlich auch am 22. März 2016 in Brüssel beteiligt war.

## Leben
Er wurde als Sohn marokkanischer Einwanderer in einer Brüsseler Gemeinde geboren, wuchs in Belgien auf und besitzt die belgische Staatsangehörigkeit. Seine Familie wohnt in der Brüsseler Gemeinde Molenbeek. Der belgischen Polizei war er durch Diebstahl und Drogendelikte bereits seit einiger Zeit bekannt.
Ins Visier als Terrorverdächtiger geriet Abrini, nachdem am 24. November 2015 Überwachungskamera-Bilder einer Tankstelle in Ressons-sur-Matz, einer kleinen Ortschaft an der Autoroute A1 Brüssel-Paris ausgewertet worden waren, die ihn am 11. November 2015 zusammen mit dem Hauptattentäter der Anschläge von Paris Salah Abdeslam zeigten. Dort war zu sehen, wie Abrini zusammen mit Abdeslam in einen schwarzen Renault Clio einstieg. Dieser Wagen wurde später bei den Anschlägen von Paris am 13. November 2015 als Täterfahrzeug identifiziert. In dem Auto wurden auch DNA-Spuren und Fingerabdrücke von Abrini sichergestellt. Später wurden Abrinis Spuren auch in zwei konspirativen Wohnungen in Brüssel gefunden. Nach monatelanger Fahndung wurde Abdeslam am 18. März 2016 im Brüsseler Stadtteil Molenbeek von der belgischen Polizei festgenommen, während Abrini weiterhin flüchtig blieb.
Kurz vor den Terroranschlägen in Brüssel am 22. März 2016 nahmen Überwachungskameras auf dem Brüsseler Flughafen drei Personen auf, von denen zwei als die Bombenattentäter Ibrahim El Bakraoui und Najim Laachraoui identifiziert wurden, die bei dem Selbstmordattentat ums Leben kamen. Die Identität der dritten Person, die mit einer hellen Jacke und einem Hut bekleidet war, sowie deren mögliche Beteiligung am Attentat blieb zunächst unklar. Es wurde vermutet, dass es sich dabei um Abrini handelte.
Am 8. April 2016 wurde Mohamed Abrini zusammen mit fünf weiteren Personen von der belgischen Polizei in der Brüssler Gemeinde Anderlecht verhaftet. Vier der Verhafteten wird vorgeworfen, an Terroranschlägen mit islamistischem Hintergrund beteiligt gewesen zu sein. Nach seiner Verhaftung gab Abrini an, der gesuchte „Mann mit dem Hut“ vom Brüsseler Flughafen zu sein.

### Gerichtsverhandlungen
Mohamed Abrini soll den späteren Terroristen Abdelhamid Abaaoud kennen gelernt haben, als Abrini 2015 von Belgien in die Türkei reiste, nachdem sein Bruder, ein IS-Terrorist, zuvor in Syrien getötet worden war. Abrini soll anschließend im Auftrag von Abaaoud im Juli 2015 nach Birmingham gereist sein, wo er Zakaria Boufassil traf.
Im Zuge der Verhandlung gegen Boufassil vor dem Kingston Crown Court in London, wo er wegen Unterstützung des Terrorismus angeklagt ist, wurde angeführt, er habe Mohamed Abrini im Juli 2015 in Birmingham getroffen und ihm 3.000 £ übergeben. Das Geld stammte nach Einschätzung der Anklage aus Sozialhilfezahlungen, die sich auf dem Bankkonto von Anouar Haddouchi angesammelt hatten. Haddouchi war ein in Birmingham gemeldeter Mann, der wie Abrini ebenfalls aus Belgien stammte, aber mittlerweile in Syrien für den IS kämpfte.
Im Juni 2022 wurde Abrini in Paris zu lebenslanger Freiheitsstrafe verurteilt.